# Kyselina skořicová
Kyselina skořicová je organická sloučenina s chemickým vzorcem C6H5CH=CHCOOH. Jedná se o bílé krystalky mírně rozpustné ve vodě.
Získává se z oleje skořice nebo z balzámů, například storaxu. Nachází se také v bambuckém tuku a je nejlepší indikací historie prostředí a post-extrakčních podmínek. Lze ji vyrobit také synteticky.
Kyselina skořicová se používá v ochucovadlech, syntetickém indigu a v některých léčivech, jejím primárním použitím je ovšem výroba methyl-, ethyl- a benzylesterů pro parfumářský průmysl. Kyselina skořicová má „medovou, květinovou vůni“ (Merck index). Kyselina sama a její těkavější ethylester (ethylcinnamát) jsou vonné a chuťové složky esenciálního oleje skořice, kde je podstatnou složkou příbuzná látka cinnamaldehyd. Kyselina skořicová je také součástí biosyntetických cest při výrobě šikimátu a fenylpropanoidu. Biosyntéza kyseliny z fenylalaninu probíhá za přítomnosti enzymu fenylalaninamoniaklyázy (PAL).
Kyselina skořicová je rozpustná v diethyletheru, nerozpustná v hexanu.